# Tilletia trachypogonis
Tilletia trachypogonis är en svampart som beskrevs av Durán 1987. Tilletia trachypogonis ingår i släktet Tilletia och familjen Tilletiaceae.   Inga underarter finns listade i Catalogue of Life.